# Менбарієв Абдул Джелаль Хайрулла
Абдул Джелаль Хайрулла Менбарієв (1902, село Мамбет-Аджі Феодосійського повіту Таврійської губернії, тепер неіснуюче село Кіровського району Автономної Республіки Крим — 1960) — радянський діяч, голова Центрального виконавчого комітету Кримської АРСР, голова Президії Верховної ради Кримської АРСР. Депутат Верховної Ради Російської РФСР 1-го скликання. Депутат Верховної Ради СРСР 1-го скликання.

## Біографія
Народився в родині безземельного селянина-наймита. З 1917 року наймитував у заможного селянина в селі Кіянли в Криму.
У 1921—1922 роках — курсант піхотних командних курсів Червоної армії.
З 1922 по 1923 рік наймитував у заможних селян у Криму.
У 1923—1925 роках — голова земельного товариства в селі Мамбет Аджі Вакуф Кримської АРСР.
У 1925—1929 роках — голова Аккобекської сільської ради Ічкинського району Кримської АРСР.
Член ВКП(б) з 1927 року.
У 1929—1931 роках — заступник завідувача Феодосійського районного земельного відділу Кримської АРСР; заступник завідувача Старо-Кримського районного земельного відділу Кримської АРСР.
У 1932—1934 роках — завідувач відділу кадрів; завідувач організаційного відділу та в.о. секретаря Старо-Кримського районного комітету ВКП(б) Кримської АРСР.
У 1934—1935 роках — завідувач Ялтинського районного земельного відділу Кримської АРСР. Одночасно був головою комісії із чистки рядів партії в Ялті.
З серпня 1935 по квітень 1936 року — інструктор Центрального виконавчого комітету Кримської АРСР.
У 1936—1937 роках — завідувач Кіровського районного земельного відділу; голова виконавчого комітету Кіровської районної ради Кримської АРСР.
9 вересня 1937 — липень 1938 року — голова Центрального виконавчого комітету Кримської АРСР.
21 липня 1938 — 18 травня 1944 року — голова Президії Верховної ради Кримської АРСР.
Незабаром після початку німецько-радянської війни був евакуйований на Кавказ, де перебував до квітня 1944 року.
18 травня 1944 року депортований з Криму до Узбецької РСР. Працював завідувачем по господарській частині в школі міста Андижана, був директором невеликого промислового комбінату в місті Намангані Узбецької РСР.

## Нагороди
- медаль «Партизанові Вітчизняної війни» ІІ ст. (1944)